# Одчиняйте двері…
«Одчиняйте двері...» — вірш Павла Тичини зі збірки «Соняшні кларнети». У поезії автор художньо осмислив події Української революції 1917—1921 років та її впливу на суспільно-історичні процеси.
Василь Барка, зазначаючи про творчість Павла Тичини, писав про поезію «Одчиняйте двері...»: «Декотрі вірші мають в собі вражаючу пророчу візійність; один міг би служити як напис, вибитий в камені над брамою всієї революційної епохи, що почалась після першої світової війни».

## Текст поезії

Обкладинка збірки поезій «Соняшні кларнети», перше видання, 1918.

Одчиняйте двері —
Наречена йде!
Одчиняйте двері —
Голуба блакить!
Очі, серце і хорали
Стали
Ждуть...
Одчинились двері —
Горобина ніч!
Одчинились двері —
Всі шляхи в крові!
Незриданними сльозами
Тьмами
Дощ...

## Композиція вірша
Поезія складається з двох строф, 14 рядків. Композиція відображає дуальне бачення поета революції. 
Перша частина — піднесеної настроєвості. Через боротьбу проявляється національний дух, вірність і відданість власній батьківщині. Про це свідчать образи нареченої та голубої блакиті. 
Друга частина — протилежна першій. У ній через образи горобиної ночі, сліз і дощу передано негативні наслідки революції: смерть, біль, втрати. Ліричний герой розгублений і наляканий кривавим шляхом до щастя.

## Образи-символи в поезії
Наречена — уособлення революції, нового щасливого життя, національне пробудження. Революцію письменник тлумачить як весілля — одне з найважливіших свят у житті людини, після якого розпочинається новий етап у житті. У цьому образі втілено всенародне сприйняття суспільно-політичних подій. Народ вітав революцію і сподівався на позитивні зміни для себе й країни загалом.
Голуба блакить — мрія про мир, символ оновлення й очищення після революції. Епітет «голуба» увиразнює ілюзорність цього ідеалу, його недосяжність.
Горобина ніч — реальні наслідки революції, яка переросла в громадянську війну, боротьбу ідеологій і терор.

## Художні засоби
Епітети: голуба блакить, незриданні сльози.
Метафора: горобина ніч.
Гіпербола: всі шляхи в крові.
Антитеза: наречена — ніч; очі, серце, хорали — незриданні сльози, тьма, дощ.

## Музикальність вірша
Поезії властива мелодичність, якої досягнуто завдяки фонетичним засобам.
Анафора: одчиняйте двері, одчинились двері.
Алітерації: одчиняйте двері, голуба блакить.
Асонанси: наречена йде, незриданними сльозами / Тьмами.
Також музикальності віршу додають риторичні оклики та односкладове закінчення кожної строфи.

## Мистецька інтерпретація
Вірш «Одчиняйте двері...» став частиною Камерної кантати № 3 (виконавиця Ніна Матвієнко, музика Олега Ківи). Пісня увійшла до альбому «І серце одпочине» (1997).

## Використані джерела
1. ↑  Барка, Василь (1967). Відхід Тичини.
2. ↑  Тичина, Павло (1920). Соняшні кларнети. Київ: Видавниче товариство «Друкарь». с. 46.
3. ↑  Кузьменко, П. (2012). Художня трансформація історії України часів визвольних змагань у творчості П. Тичини. Вісник Запорізького національного університету. Філологічні науки, № 4. с. 101—107.
4. 1 2  Руденко, Галина (2014). Скорботна нота «Сонячних кларнетів» Павла Тичини (поезія періоду громадянської війни). Вісник Книжкової палати № 12. с. 34—36.
5. ↑  Тімофєєв, Андрій (2013). Новаторство Павла Тичини в символічному наповненні образу блакиті. Слово і Час, № 6. с. 76—80.
6. ↑  Матвієнко, Ніна. Камерна кантата № 3 — Той сад. YouTube.